# Jean-Michel Villaumé
Jean-Michel Villaumé, né le 27 mars 1946 à Bavilliers (Territoire de Belfort), est un enseignant, et homme politique français, membre du Parti socialiste.
Il est conseiller général de la Haute-Saône de 1985 à 2007, maire d'Héricourt de 2004 à 2014 et député de la 2e circonscription de la Haute-Saône de 2007 à 2017.

## Biographie
Enseignant de profession, il est conseiller général du canton de Héricourt-Est de 1985 à 2004 avant de succéder à Jean-Pierre Michel en tant que maire d'Héricourt en 2004. Il est élu député le 17 juin 2007, pour la XIIIe législature (2007-2012), dans la deuxième circonscription de la Haute-Saône en battant la députée sortante UMP Maryvonne Briot.
Il est également président de l’office public d'aménagement et de construction (OPAC) de Haute-Saône.
En 2008, il brigue un second mandat en tant que maire d'Héricourt : la liste qu'il conduit l'emporte dès le premier tour avec 75,59 % des voix.
Lors des élections législatives de juin 2012, qui voient le redécoupage électoral supprimer une circonscription du département, Jean-Michel Villaumé est réélu député de la deuxième circonscription de la Haute-Saône. Il bat son principal adversaire, le député UMP Michel Raison, avec 50,22 % des voix.
Dans la foulée, il applique son engagement de campagne en faveur du non-cumul des mandats. Il annonce qu'il se consacrera désormais à sa mission de député et qu'il ne se présentera pas aux élections municipales de 2014.
A l'Assemblée nationale, entre autres responsabilités, Jean-Michel Villaumé siège à la Commission Défense, est membre de l'Assemblée parlementaire de l'OTAN, et Président du groupe d'amitié France-Lituanie.
Il soutient le candidat En marche ! Emmanuel Macron pour l'élection présidentielle 2017.

## Mandats
- De 2004 à 2014 : maire d'Héricourt, Haute-Saône, (10129 habitants).
- De 1985 à 2004 : membre du conseil général (Haute-Saône).
- Depuis 2007 : député de la deuxième circonscription de la Haute-Saône.